# タメリラプトル
タメリラプトル（学名 : Tameryraptor）は、後期白亜紀セノマニアン期に生息した獣脚類の属の1つである。カルカロドントサウルスとして記載されていたが、2025年に別属として記載された。
化石は1914年にオーストリア=ハンガリー帝国の古生物学者であるリチャード・マルクグラーフがエジプトアイン・ゲディド近郊の泥灰岩で獣脚類の化石を発見したのち、1922年にドイツに運ばれた。その後1944年4月24日から25日にかけての夜間に行われたイギリス軍によるミュンヘン空襲で紛失したが、レプリカが制作され現在唯一知られている標本として現在まで残っている。それらの化石に基づいて、Kellermann, Cuesta & Rauhut (2025)が本属のタイプ種をカルカロドントサウルス科の新属新種として記載している。
分類群としてはアクロカントサウルスなどに近縁であったとされており、独特の形状をしておりほぼ水平に尖っている恥骨などが他の属と異なる特徴である。
当時のバハリア層には広大な湿地帯が広がっており、スピノサウルスやアベリサウルス科の恐竜、パラリティタン、エジプトサウルスなどと共存していたようである。

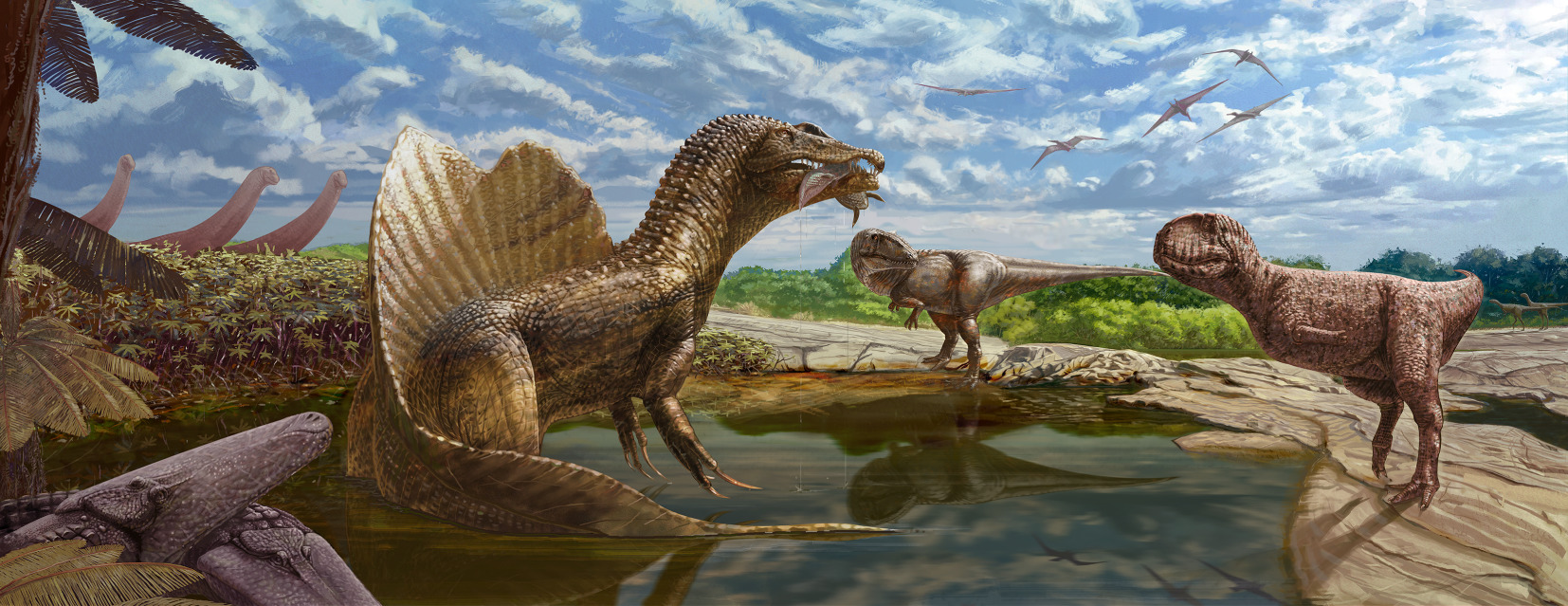
生息地当時のバハリア層。